# Kentucky Derby 1899
Kentucky Derby 1899 var den tjugofemte upplagan av Kentucky Derby. Löpet reds den 4 maj 1899 över 1 1⁄4 miles (2 012 m). Löpet vanns av Manuel som reds av Fred Taral och tränades av Robert J. Walden.
Förstapriset i löpet var 4 850 dollar. Fem hästar deltog i löpet.

## Resultat
| P | Häst         | Jockey                | Tränare          | Land | Tid     |
| - | ------------ | --------------------- | ---------------- | ---- | ------- |
| 1 | Manuel       | Fred Taral            | Robert J. Walden | USA  | 2:12.00 |
| 2 | Corsini      | Tommy Burns           | Henry Gehardy    | USA  |         |
| 3 | Mazo         | Jess Conley           |                  | USA  |         |
| 4 | His Lordship | Nash Turner           |                  | USA  |         |
| 5 | Fontainebleu | Alfred "Monk" Overton |                  | USA  |         |

Segrande uppfödare: Bashford Manor Stud; (KY)